# Viatge al fons de la nit
Viatge al fons de la nit, originàriament en francès: Voyage au bout de la nuit, és la primera i més cèlebre novel·la de l'escriptor francès Louis-Ferdinand Céline, escrita el 1932.
És una narració de trets autobiogràfics que fa un ús extensiu de les el·lipsis i la hipèrbole amb un flux de patrons de parla naturals, i usant llengua vulgar i elements més erudits, influint considerablement en la literatura francesa. Està situat en el vuitè lloc del llistat Les cent livres du siècle de Le Monde i el 51è de la llista 100 Greatest Novels of All Time de The Guardian. El seu protagonista, enrolat en un moment d'estupidesa en l'exèrcit francès i fastiguejat en les trinxeres de la Primera Guerra Mundial, decideix desertar fent-se passar per boig; l'obra presenta tot un seguit de personatges pintorescs i posa èmfasi en l'absurditat de la guerra.

## Traducció al català
- Viatge al fons de la nit; trad. d'Estanislau Vidal-Folch. Ed.Proa, Barcelona, 2007. ISBN 9788484379768.